# Rosa Taikon
Rosa Taikon (30 de julio de 1926-1 de junio de 2017) fue una orfebre y actriz sueca romaní. Su hermana es Katarina Taikon. 

## Trayectoria
Taikon era hija de Johan Istvan Taikon y Agda Karlsson y hermana mayor de la escritora Katarina Taikon. Su madre era de Härryda, mientras que su padre, propietario de una feria de atracciones, comerciante, calderero y músico, visitó Suecia por primera vez en 1898 y optó por quedarse allí en 1914 después de que el gobierno sueco introdujera una prohibición de admitir a los romaníes en el país. La familia tenía que viajar con frecuencia por Suecia en busca de trabajo, que era difícil de encontrar debido a la discriminación antirromaní. Taikon contó más tarde que la familia tenía que mudarse cada tres semanas debido a las leyes contra la explotación; el historiador Jan Selling dijo posteriormente que tales leyes no existían, pero que era probable que las fuerzas del orden locales aplicaran «reglas de tres semanas» informales. Debido a que muchas escuelas se negaban a aceptar alumnos romaníes, el padre de Taikon optó por formar a sus hijos para que trabajaran. A los 10 años, Taikon empezó a trabajar como batería en la orquesta de su padre. Sin embargo, entre 1957 y 1959, Taikon asistió a Birkagårdens Folkhögskola, una escuela de educación para adultos, y posteriormente asistió a Konstfack, un colegio universitario de Estocolmo, entre 1961 y 1966. Tras licenciarse en 1947, a los 41 años, comenzó a formarse como platera, el oficio tradicional de los hombres de su familia. En 1969, su trabajo como orfebre fue reconocido en una exposición celebrada en el Museo Nacional de Estocolmo de Estocolmo. En 1962, el hermano de Taikon, Paul, fue asesinado, lo que la impulsó a convertirse en una destacada activista romaní en Suecia. Junto con su hermana Katarina, publicaron el libro Zigenerska en 1963.
En 1984, Taikon fue uno de los anfitriones de la celebración de Sommar de ese año. Ese mismo año, fue invitada en un episodio de Här är ditt liv, la versión sueca de This Is Your Life.  Durante el verano de 1994, se celebró una gran exposición de la obra de Taikon, junto con la de Herta Bengtson, Karin Björquist e Ingegerd Råman en el Träslosset de Arbrå.
Sus joyas de plata están expuestas en numerosas exposiciones y museos, como el Museo Nacional de Estocolmo y el Museo Röhsska.
Taikon vivió gran parte de su vida en Ytterhogdal. En 2017 falleció a la edad de 90 años. Está enterrada en el Skogskyrkogården de Estocolmo. Su taller fue donado al Museo Hälsinglands que en 2021 pasó a formar parte de la exposición permanente del museo. Algunas de sus obras también se exhiben en el Museo Nacional y en el Museo Röhsska de Gotemburgo. 

## Filmografía
- 1953 - Marianne
- 1950 - Motorkavaljerer
- 1950 - Kyssen på kryssen
- 1949 - Smeder på luffen

## Premios
- En reconocimiento a su labor como platera  Taikon recibió el premio Illis quorum en 2010.[14]
- Como activista gitana recibió el premio Olof Palme en 2013.[15]